# Ривера, Эдсон
Эдсон Улисес Ривера Варгас (исп. Édson Ulises Rivera Vargas; 4 ноября 1991, Гвадалахара, Мексика) — мексиканский футболист, нападающий клуба «Дорадос де Синалоа».

## Клубная карьера
Ривера — воспитанник клуба «Атлас». В 2011 году после молодёжного чемпионата мира Эдсон перешёл в португальскую «Брагу». 9 января 2012 года в матче против «Бейра-Мар» он дебютировал в Сангриш лиге. Из-за высокой конкуренции Эдсон не получал игровой практики и в начале 2013 года вернулся в родной «Атлас». 2 февраля в матче против «Чьяпас» он дебютировал в мексиканской Примере. 10 февраля в поединке против «Атланте» Ривера забил свой первый гол за клуб.
В начале 2015 года Эдсон на правах аренды перешёл в «Сантос Лагуна». 10 января в матче против «Веракрус» он дебютировал за новый клуб. 28 января в поединке Кубка Мексики против «Минерос де Сакатекас» Ривера забил свой первый гол за «Сантос». В том же году он стал чемпионом Мексики. По окончании аренды Ривера вернулся в «Атлас».
Летом 2017 года Ривера на правах аренды перешёл в «Дорадос де Синалоа». 23 июля в матче против Потрос УАЕМ он дебютировал за новый клуб. 29 июля в поединке против «Минерос де Сакатекас» Эдсон забил свой первый гол за «Дорадос де Синалоа».

## Международная карьера
В 2011 году в составе молодёжной сборной Мексики Эдсон стал обладателем молодёжного чемпионата КОНКАКАФ. На турнире он сыграл в матчах против команд Кубы, Канады, Коста-Рики, Тринидада и Тобаго и Панамы. В поединке против панамцев Ривера забил гол.
В августе того же года Эдсон принял участие в молодёжном чемпионате мира в Колумбии. На турнире он сыграл в матчах против команд Аргентины, Северной Кореи, Англии, Колумбии, Бразилии и Франции. В поединках против французов и колумбийцев Ривера забил три гола, а по итогам турнира помог молодёжной национальной сборной завоевать бронзовые медали.

## Достижения
Командные
 «Сантос Лагуна»
- Чемпионат Мексики по футболу — Клаусура 2015

Международные
 Мексика (до 20)
- Молодёжный чемпионат КОНКАКАФ — 2011
- Молодёжный чемпионат мира — 2011